# Marianna Brummer
Marianna Brummer (24 novembre 1949) è un'ex tennista sudafricana.

## Carriera
Nei tornei del Grande Slam ha ottenuto il suo miglior risultato raggiungendo i quarti di finale di doppio all'Open di Francia nel 1970, in coppia con la connazionale Laura Rossouw.
In Fed Cup ha disputato una sola partita, ottenendo nell'occasione una sconfitta.